# Burlington (Colorado)
Burlington é uma cidade localizada no estado americano do Colorado, no Condado de Kit Carson.

## Demografia
Segundo o censo americano de 2000, a sua população era de 3678 habitantes. 
Em 2006, foi estimada uma população de 3480, um decréscimo de 198 (-5.4%).

## Geografia
De acordo com o United States Census Bureau tem uma área de 
5,4 km², dos quais 5,4 km² cobertos por terra e 0,0 km² cobertos por água.

## Localidades na vizinhança
O diagrama seguinte representa as localidades num raio de 56 km ao redor de Burlington. 